# Slavia Prag
SK Slavia Prag (češ.: SK Slavia Praha) češki je nogometni klub iz Praga.
Klub je osnovan 1892. u Prag, te se smatra, uz svoje rivale, Spartu Prag jednim od najuspješnijih čeških klubova. Slavia je 14 puta osvajala prvenstvo, a kup sedam puta. Najveći europski uspjesi kluba su osvajanje Mitropa kupa, te igranje u polufinalu Kupa UEFA. Najpoznatiji igrači koji su igrali za Slaviju su Patrik Berger, Karel Poborský, Pavel Kuka, Radek Černý i Vladimír Šmicer. Svoje domaće utakmice igraju na Fortuna Areni.

## Trofeji
- Mitropa kup
  - Pobjednici (1): 1938.
- Prva češka nogometna liga
  - Prvaci (9): 1939./40., 1940./41., 1941./42., 1942./43., 1995./96., 2007./08., 2008./09., 2016./17., 2018./19., 2019./20.
- Češki nogometni kup
  - Pobjednici (8): 1941., 1942., 1945., 1974., 1997., 1999., 2002., 2018.
- Češko prvenstvo
  - Prvaci (6): 1897. proljeće, 1897. jesen, 1898., 1899., 1900., 1901.
- Prvenstvo Bohemije
  - Prvaci (2):  1918., 1924.
- Čehoslovačka prva liga
  - Prvaci (10): 1913., 1925., 1928./29., 1929./30., 1930./31., 1932./33., 1933./34., 1934./35., 1936./37., 1946./47.

## Zanimljivosti
- Osnutak Prvog nogometnkog i športskog kluba potakla su dva igrača Slavije.[1]
- Međunarodna prijateljska nogometna utakmica Slavia Prag – Hrvatska (15:0), odigrana 23. lipnja 1907. u Pragu prva je utakmica u kojoj jedna momčad nosi ime Hrvatska i računa se kao prva neslužbena utakmica hrvatske nogometne reprezentacije.
- Po Slaviji je ime dobio HŠK Slavija Zagreb, osnovan 1918.[2]
- Varaždinski klub Slavija je dobio ime po ovom klubu, jer je vlasnik tvornice Ernst Stiassny, čiji su radnici bili igrači njegova kluba bio veliki ljubitelj nogometa i veliki navijač praške Slavije.[3]
- Slavia je bila gost HNK Hajduk u Splitu na utakmici proslave Hajdukovog 100. rođendana i pobijedila je 2:0[4]

## Vanjske poveznice
- Službena stranica